# Xinmin
Xinmin (新民市S, XīnmínP) è una città-contea della Cina, situata nella provincia di Liaoning e amministrata dalla prefettura di Shenyang.